# Andreas Peter von Bernstorff
Pour les articles homonymes, voir von Bernstorff.
Andreas Peter von Bernstorff est un homme politique du Danemark. Né le 28 août 1735 à Hanovre, il est décédé le 21 juin 1797 à Copenhague.

## Biographie

### Jeunesse et début de carrière
Né au Hanovre, fils d'Andreas Gottlieb von Bernstorff (en) et de Dorothea Wilhelmine von Weitersheim, A. P. von Bernstorff est le neveu de l'homme politique Johann Hartwig Ernst Bernstorff, ce qui lui facilite probablement son introduction dans la vie politique danoise. Après avoir effectué un tour d'Europe, il rejoint le service public danois, d'abord en tant que courtisan puis à partir de 1760 comme un fonctionnaire d'État travaillant à la fois sur des questions financières et de politique étrangère. Sa progression dans la carrière est lente mais continue. Durant les années 1760, il se montre un fonctionnaire capable mais pas extraordinaire, étroitement lié à son oncle. De son mariage avec Augusta-Louise de Stolberg-Stolberg, nait en 1769 Christian Günther von Bernstorff. Il est démis de ses fonctions durant les années Struensee (1770-1771) mais est rappelé aux affaires sous le nouveau régime de Ove Høegh-Guldberg.

### Ministre des Affaires étrangères (1773-1780) et traversée du désert
En 1773, il est nommé ministre des Affaires étrangères. Il mène à la résolution de la question du Gottorp lors d'un échange immobilier avec la famille du Tsar en même temps qu'il obtient une alliance avec la Russie. De manière générale, il soutient une ligne pro-russe mais indépendante afin de maintenir la Suède sous contrôle et éviter un conflit avec le Royaume-Uni. La guerre d'indépendance des États-Unis d'Amérique menace sa politique de « neutralité active » mais il parvient à conclure en 1780 une première Ligue de neutralité armée avec la Russie et la Suède tout en obtenant en même temps du Royaume-Uni un accord spécial protégeant le commerce danois.
S'il a obtenu une position remarquable au sein du gouvernement, il se fait de nombreux ennemis par sa prétendue obstination et des rivalités politiques. Du fait d'une temporaire mais profonde désaffection russe pour le traité de neutralité permet à ses rivaux d'obtenir son renvoi par Ove Høegh-Guldberg en 1780.
Andreas von Bernstorff reste dans l'ombre entre 1780 et 1784 mais, conservant ses ambitions politiques, est un observateur attentif de la situation politique tout en continuant à bénéficier du soutien des milieux marchands de Copenhague. En 1783, il publie une L'économie de la nature. Il se lie rapidement avec le prince héritier Frédéric et prend part à la conspiration et au coup d'État de 1784 qui renverse O. Guldberg et fait de Frédéric le Prince-régent.

### Ministre des Affaires étrangères, 1784-1797
Bernstorff est nommé une seconde fois ministre des Affaires étrangères en mai 1784, date à laquelle il parvient à son apogée politique. Jusqu'à sa mort, il exerce en réalité les fonctions de Premier ministre du Danemark en dirigeant le cabinet du prince-régent. Il est également de manière temporaire le président de la chancellerie danoise entre 1788 et 1789.
En matière de politique scandinave, il mène une prudente politique pro-russe tout en évitant le conflit avec la Suède. La guerre russo-suédoise mène à une brève implication militaire du Danemark dans le conflit à laquelle il tente de mettre un terme avec le moins de dommages possibles en sortant progressivement de l'alliance russe et en améliorant les relations avec la Suède. La paix est signée en juillet 1789.
Le plus important dossier auquel doit faire face Bernstoff dans cette période est celui de la Révolution française et de ses guerres. Il tient une ferme politique de neutralité et parvient à garantir le commerce danois en s'appuyant sur le droit international tout en évitant toute provocation envers la France ou le Royaume-Uni

### Politique intérieure
Si A. von Bernstorff est bien entendu un spécialiste des affaires étrangères mais son rôle de chef de file au sein du gouvernement l'amène à influencer fortement les politiques intérieures du royaume. Très tôt, il est connu comme un partisan des fermiers indépendants et des grandes réformes agraires comme le montre l'abolition du servage en Slesvig et Holstein en 1788. Bien que loyal partisan de la monarchie absolue, il se montre assez libéral, notamment en matière de liberté de la presse. Il est certainement influencé, en totale contradiction de son oncle, par ses sympathies pour le Royaume-Uni. Son action politique touche également le commerce, la marine, l'agriculture et l'industrie
Andreas von Bernstorff, qui est également président de l'Académie royale danoise des sciences et des lettres de 1788 à sa mort en 1797, reste considéré comme l'un des plus grands hommes d'État du Danemark du XVIIIe siècle, au point d'éclipser son oncle. Pour ses contemporains, sa disparition relativement précoce est considérée comme une grande infortune — bien qu'il soit impossible de dire s'il lui aurait été possible de maintenir sa ligne politique. Il est l'un des derniers représentants de l'aristocratie allemande servant au sein de l'État danois.